# Fonzie
Arthur Herbert Fonzarelli, soprannominato "Fonzie" (o anche "The Fonz" in originale, derivato dalla contrazione del suo cognome), è uno dei personaggi immaginari, co-protagonista della celebre sitcom statunitense Happy Days (1974-1984), interpretato da Henry Winkler e doppiato in italiano da Antonio Colonnello.
Nato inizialmente come un personaggio minore, divenne invece popolare già dalla seconda stagione della serie, tanto da diventare uno dei personaggi principali. La sua figura, infatti, incarna le caratteristiche del motociclista ribelle, sicuro di sé, interpretando i valori positivi di un ragazzo che, pur non avendo ricevuto educazione ed istruzione, è cresciuto rispettando i valori e facendosi rispettare.
Brillante, capace, esperto di motori e di ragazze, diventa un punto di riferimento sia per Joanie "Sottiletta" sia per Warren "Potsie" Weber, Ralph e, soprattutto, Richie Cunningham; infatti, orfano di entrambi i genitori e cresciuto fra mille difficoltà, Fonzie eleggerà i Cunningham quasi a sua famiglia adottiva.

## Caratterizzazione
(Fonzie)
Meccanico di moto e di automobili, Fonzie incarna il tipico latin lover di grande successo. Nato da una famiglia italo-americana, è stato abbandonato dal padre insieme alla madre. In realtà, nella sesta stagione, vi sarà una breve comparsa del padre di Fonzie, Vito Fonzarelli. Egli è un marinaio, che vive o in qualche modo fa base a Singapore, e si presenta senza rivelare la propria identità al figlio, per portargli in regalo un kimono. Nel pacco regalo c’è una lettera in cui gli spiega la sua incapacità di fermarsi molto tempo in un posto. Questo aiuta Fonzie a capire che l’abbandono del genitore non è dipeso da lui e in qualche modo a riconciliarsi con la propria infanzia.
Inizialmente Fonzie appare un soggetto un po' sbandato e ribelle, quasi ispirato alla figura di James Dean (del quale possiede anche un poster nel suo appartamentino, che si trova sopra il garage dei Cunningham). Si scopre poi, essere un personaggio di grande esperienza, che si contrappone, in modo metaforico, ai genitori Cunningham, tipici borghesi perbene.
La figura di Fonzie si alterna tra le rocambolesche avventure del famoso trio di amici della serie di Happy Days, ovvero Richie, Potsie e Ralph, quindi la sorella minore di Richie, Joanie "Sottiletta", la vita di Milwaukee e del locale Arnold's, e la sua vita privata, ricca di innumerevoli ragazze, corse di motociclette, spirito di libertà e di indipendenza. Nelle varie avventure dei tre amici, alla fine è quasi sempre Fonzie a tirare fuori dai guai Richie, Warren "Potsie" Weber e Ralph (i "pivelli" come li chiama lui), o addirittura fa loro discorsi di morale, che spesso la signora Cunningham fa a lui. Marion Cunningham infatti, è l'unica ad avere autorevolezza su Fonzie. Rappresenta un po' la sua famiglia, visto che lui è cresciuto in strada e suo padre lo ha lasciato consigliandogli solo: "Quando piove non uscire mai con i calzini". Marion Cunningham è anche l'unica che può chiamarlo Arthur, tuttavia anche Richie, oltre a essere il suo migliore amico, ha spesso il coraggio di discutere con Fonzie quando questi sbaglia; anche Howard Cunningham è una figura molto rispettata dal ragazzo, soprattutto per le sue qualità di padre. Con Joanie Cunningham invece, la sorella minore di Richie (soprannominata affettuosamente "sottiletta" proprio da Fonzie), ha un sentimento di protezione, ed è un suo fidato consigliere.
Fonzie è perennemente vestito con un chiodo marrone (nero nelle ultime stagioni) e blue-jeans, ed è famoso per il suo intercalare "Ehi!", esclamato alzando il pollice. Un altro suo famoso intercalare rimane l'esclamazione "Wow!".
Il suo carattere è, spesso, emotivamente distaccato, fermo e sicuro, mantenendo un aspetto sempre ordinato, mai spettinato. Spesso lo si vede arrivare con la sua motocicletta, della quale ha molta cura, una Triumph TR5 Trophy, la stessa che usava James Dean, anche se a Milwaukee c'è la sede della Harley-Davidson; tuttavia, nei primi episodi, lo si vede cavalcare una Harley-Davidson Knucklehead del 1936. 
Fonzie non ha nessun problema a rimorchiare ragazze, tanto da richiamarne a quantità con un semplice schiocco di dita. 
A partire dalla terza stagione della serie, gli autori pensano bene di rendere più "umano" il suo personaggio mettendo in evidenza alcune sue debolezze mai apparse prima, come la vergogna a portare gli occhiali, di commuoversi o di farsi vedere dalle ragazze mentre zoppica, in seguito ad un incidente con la moto.

### "Saltare lo squalo"
Durante il terzo episodio della quinta stagione, si vede Fonzie saltare uno squalo con gli sci nautici. Questa trovata fu considerata sciocca dagli spettatori e fu l'emblema dell'inizio del declino della serie. Negli Stati Uniti l'espressione "saltare lo squalo" (in inglese "jumping the shark"), quindi, divenne una metafora con la quale contrassegnare l'inversione di popolarità di una qualsiasi serie televisiva.

### I gesti caratteristici di Fonzie
- Chiamare le ragazze con lo schiocco delle dita.
- Far partire il jukebox con un pugno.
- L'intercalare "Ehi!", spesso accompagnato con entrambi i pollici in alto, che significa "Bene!", "Ok!" e che a seconda del tono ha un significato o meno di approvazione. Durante la sua partecipazione alla trasmissione I migliori anni di Raiuno (il 13 novembre 2009), l'attore Henry Winkler spiegò che il gesto era ispirato da quello che (erroneamente nell'immaginario comune) viene considerato come il gesto eseguito dagli imperatori romani per decidere se un uomo doveva vivere o morire.[10]
- L'intercalare "Wow!".
- Scrivere sui muri dei bagni di Arnold's (considerati il suo "ufficio").

### Lavori
Oltre che meccanico, è stato anche co-proprietario del ristorante "Arnold's" (dalla 7ª stagione), insegnante di meccanica al liceo "Jeffersons High" (dall'8ª stagione) e preside della scuola "Patos High" (dall'11ª stagione).

### La giacca di pelle

Fonzie

Durante l'intervista di Henry Winkler a Che tempo che fa, l'attore ha rivelato che le giacche di pelle di Fonzie sono state sei. La prima giacca, che si vede nella prima e seconda stagione della serie, è stata rubata. Una è stata venduta, una si trova in un museo, una è di proprietà dello stesso Henry Winkler e due sono ancora in circolazione (una si trova allo Smithsonian Institution).
L'importanza di questa giacca al livello collezionistico è di fama mondiale, ed è ricercata da migliaia di persone, dato che Fonzie non se ne è mai separato durante il corso di quasi tutta la serie. Nella prima stagione, Fonzie non indossava la famosa giacca di pelle (tranne in pochissime scene) ma quasi sempre dei giubbotti di stoffa, di diverse sfumature ma comunque di colore chiaro.
Durante la sua partecipazione alla trasmissione I migliori anni di Raiuno del 13 novembre 2009, Winkler spiegò che alla ABC preferirono non fargli indossare un giubbotto di pelle per il timore che Fonzie potesse sembrare un gangster. In seguito al successo della serie, Garry Marshall richiese alla rete televisiva di poter far indossare a Winkler un giubbotto almeno nelle scene in cui il personaggio compariva accanto alla sua moto; ottenuto questo permesso, il produttore ordinò agli sceneggiatori di mettere in scena una moto ogni volta che compariva Fonzie, che quindi avrebbe sempre indossato il suo giubbotto.